# Los hijos de la noche
Los hijos de la noche és una pel·lícula hispano-italiana dirigida per Benito Perojo i Aldo Vergano en 1939, gravada als estudis de Cinecittà de Roma. Basada en l'obra de teatre homònima de Leandro Navarro i Adolfo Torrado de 1933.

## Argument
Al Madrid de postguerra, un grup de murris famolencs es disposa a passar al carrer les festes de Nadal, després d'haver intentat sense èxit robar a un desafortunat la quantitat de cent pessetes per a costejar-se el festí de la revetlla de Nadal. Es creua en les seves vides Don Francisco, un ancià milionari i una cosa excèntrica que ha fet la seva fortuna gràcies a l'assignació que la seva germana Irene li transfereix periòdicament per mantenir als seus tres fills. Tres fills que van ser inventats per Don Francisco. Davant la imminent visita de la germana el milionari es fa amb els serveis de tres dels murris, Inglesita, Pirulí i Currinchi per a fer-los passar pels seus plançons. Si bé, en el cas, del tercer per equivocació, el presenta com el professor dels altres dos.

## Repartiment
- Estrellita Castro...	Inglesita
- Miguel Ligero Rodríguez...	Currichi
- Julio Peña...	Piruli
- Alberto Romea...	Don Francisco Cifuentes y Peláez
- Hortensia Gelabert ...	Donya Irene
- Giovanni Grasso 	...	Taberner
- Lily Vincenti...	Charo
- Pedro Fernández Cuenca ...	El majordom Severo
- Blanca Pozas ...	La cuoca